# 2,5-二甲基苄肼
2,5-二甲基苄肼是一种有机化合物，化学式为C9H14N2。它和4-氯-3-喹啉甲酸乙酯在二氧六环中回流反应，可以得到2-(2,5-二甲基苄基)-2,5-二氢-3H-吡唑丙[4,3-c]喹啉-3-酮。